# Tebing Tinggi Okura
Tebing Tinggi Okura is een bestuurslaag in het regentschap Pekanbaru van de provincie Riau, Indonesië. Tebing Tinggi Okura telt 4848 inwoners (volkstelling 2010).